# Verwaltungsgebäude Biegenstraße 10

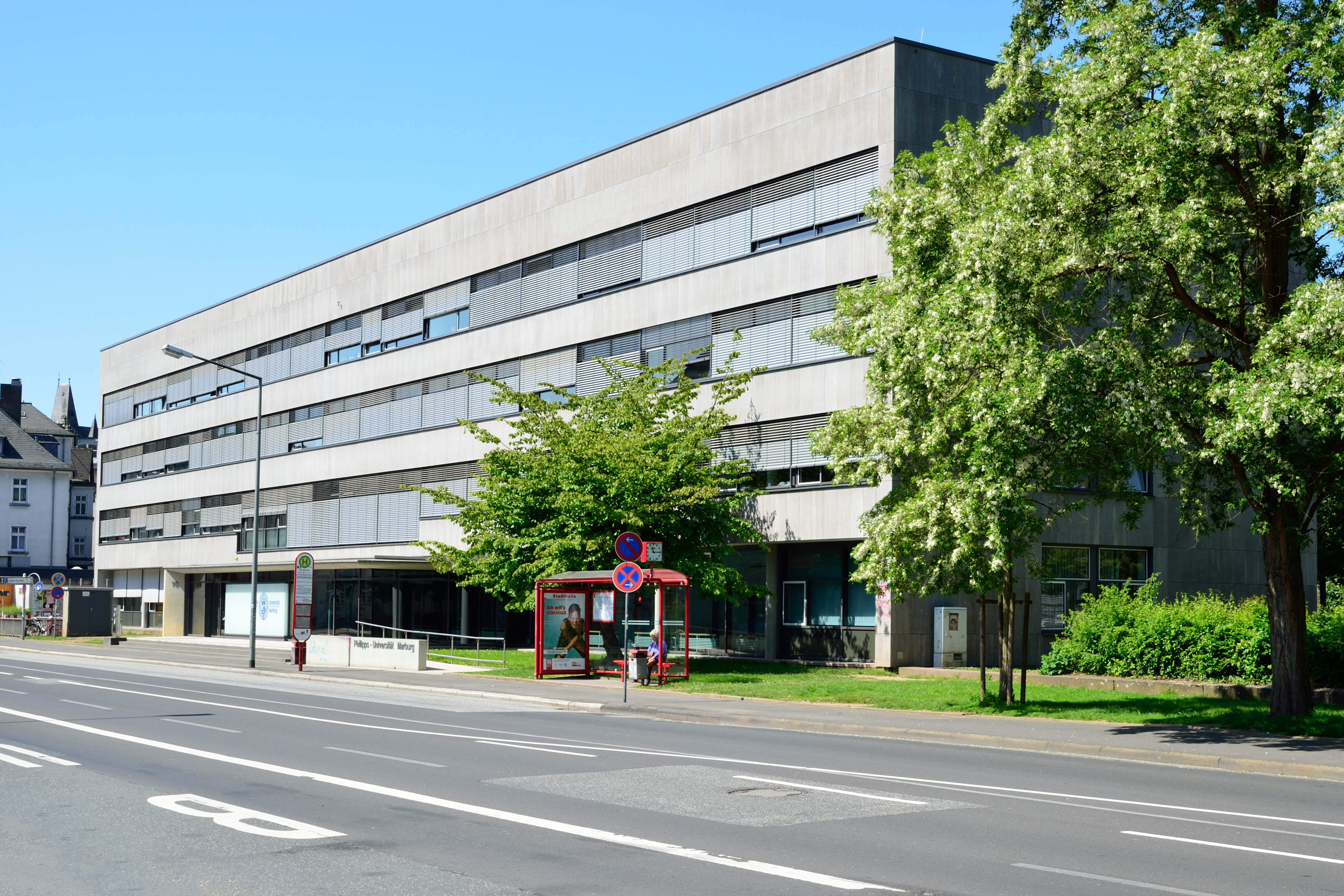
Das Verwaltungsgebäude

Das Verwaltungsgebäude Biegenstraße 10 in Marburg wurde in den Jahren 1958 bis 1961 für die Philipps-Universität Marburg errichtet. Es beherbergt seitdem verschiedene Verwaltungseinrichtungen der Universität.

## Geschichte
Nach dem Zweiten Weltkrieg erlebte die Universität Marburg einen enormen Anstieg der Studentenzahlen, was zu einer starken Zunahme der Verwaltungsgeschäfte führte. Die Verwaltung war auf verschiedene Gebäude verteilt, wie das Landgrafenhaus, die Alte Universität und das Verwaltungsgebäude Am Plan 3. Zur besseren Organisation wurde beschlossen, die Verwaltungseinheiten räumlich zu vereinen. Bereits vor dem Krieg hatte der Kurator der Universität, Ernst von Hülsen, den Gedanken, ein neues Verwaltungsgebäude zu errichten, und hatte dafür ein Grundstück an der Biegenstraße erworben.
Der Bau des Verwaltungsgebäudes wurde 1958 begonnen und 1961 abgeschlossen. Auf dem Grundstück standen zuvor Gärten und das Haus, in dem der Universitätsgärtner wohnte. Dieses wurde abgerissen, um Platz für das neue Gebäude zu schaffen. Das Verwaltungsgebäude beherbergte seit seiner Fertigstellung unter anderem das Rektorat, die Verwaltungsdirektion, das Universitätssekretariat und die Universitätskasse. Im obersten Geschoss war zunächst das Universitätsbauamt untergebracht.

## Architektur
Das Verwaltungsgebäude an der Biegenstraße ist ein viergeschossiger Bau im Bauhausstil. Es hat eine einfache Architektur mit klarer Formensprache. Die Fassade besteht aus glattem Muschelkalk, und die durchgehenden Fensterbänder betonen die Horizontalität des Gebäudes. Die Grundrisse sind als Zweiflursystem angelegt, wobei die Büroräume an den Außenseiten und die Nebenräume im inneren Bereich des Gebäudes liegen. Das Gebäude wurde als Stahlbetonskelettbau errichtet und umfasst eine Hauptnutzfläche von 2.795 m² sowie einen umbauten Raum von 17.143 m³.
Besonders markant ist das zurückgesetzte Staffelgeschoss im Erdgeschoss, das von einer außenliegenden Stützenreihe umgeben ist und eine großzügige Empfangshalle aufnimmt. Der Gebäudekomplex wird als Beispiel für die klassische Architektur der späten 1950er Jahre angesehen.

## Denkmalschutz
Das Gebäude steht aufgrund seiner städtebaulichen und baugeschichtlichen Bedeutung unter Denkmalschutz.

## Kunst am Bau
Im Gebäude sind zwei Kunstwerke zu finden, die als Kunst am Bau im Kontext der Architektur des Bauwerks entstanden sind.

### Helmut Brinckmann – Relief (1958)
Das mehrteilige Relief von Helmut Brinckmann wurde 1958 geschaffen und misst 3,50 × 6,50 × 0,30 m. Es ist aus Stahl gefertigt und mit Bri signiert. Das Relief stellt zwei Formprinzipien mit gegensätzlicher visueller Stoßrichtung dar. Auf der linken Seite sind hochrechteckige, vertikal orientierte Platten in Schichtung angeordnet. Diese sind durch ein lineares Element von einer Schichtung dreier rechteckiger Platten getrennt, die von rechts mit ihren Spitzen gegen die Trennlinie vordringen.

### Heinz Hemrich – „Drache“ (1960)
In der Eingangshalle des Verwaltungsgebäudes befindet sich das Relief „Drache“ von Heinz Hemrich, das 1960 geschaffen wurde. Es misst 0,80 × 3,70 × 0,15 m und ist aus rotem Michelnauer Tuffstein gefertigt. Das Relief besteht aus drei aneinandergesetzten Teilstücken ohne Fugen und wurde in das von den Plattenverkleidungen des Treppenhauses vorgegebene Raster eingefügt. Hemrich wollte das Relief als Symbol des Geistes verstanden wissen.
Der Drache als Symbol für den Geist und die Dynamik passt für Hemrich gut zu der Funktion des Verwaltungsgebäudes als Zentrum der akademischen Verwaltung und des Wissens.